# Komnénosz Teodóra trapezunti császári hercegnő (?–1435)
Komnénosz Teodóra ([? – 1435 után), ragadványneve: Deszpina Hatun, ahol a deszpina a bizánci (trapezunti) császári hercegnői címére utal, míg a hatun a kánné, úrnő, hercegnő türk-mongol nyelvekben szokásos elnevezése, így jelentése: Hercegnő Kánné, görögül: Θεοδώρα Μεγάλη Κομνηνή, grúzul: დესპინა ხათუნი/თეოდორა კომნენოსი, perzsául: تئودورا مگاله کومننه/تئودورا کومنن/دسپینا خاتون, azeriül: Dəspinə xatun/Teodora Böyük Komnenos, törökül: Despina Hatun/Theodora Megali Komnini, latinul: Theodora Comnena Trapezuntina, trapezunti császári hercegmő (deszpina), a Fehér Ürü kánnéja (hatun). A Komnénosz-házból származott. IV. Alexiosz trapezunti császár lánya, Crispo Florencia naxoszi hercegnő nagynénje és I. Katalin ciprusi királynő nagynagynénje, valamint Uzun Haszan mostohanagyanyja és a feleségének, Komnénosz Teodóra iráni királynénak a nagynénje. Ortodox keresztény vallású volt.

## Élete

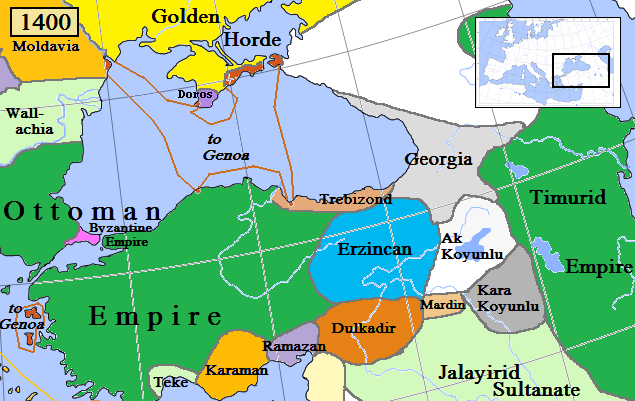
A Trapezunti Császárság, az Arany Horda és a Fehér Ürü (Akkojunlu) Kánság 1400-ban.

Apja IV. Alexiosz (1382–1429) trapezunti császár, az anyja Kantakuzénosz Teodóra (1382 körül–1426).
Apai nagyszülei III. Mánuel (1363–1417) trapezunti császár és Bagrationi Eudokia/Gulkan(-Hatun(i)) (Gülhan) (1360 körül–1390) grúz királyi hercegnő, IX. Dávid grúz király és Dzsakeli Szinduhtar szamchei (meszheti) hercegnő lánya.
A nővére Komnénosz Eudokia (Valenza), akinek a férje Nicolò/Niccolò Crispo (1392–1450), a  Naxoszi Hercegség régense volt.
Az ő gyerekeik voltak: II. (Crispo) Ferenc (1417–1463) naxoszi herceg, akinek az 1 felesége Guglielma Zeno volt, és 3 gyermeket szült, a 2. felesége Petronilla Bembo, akitől nem születtek újabb gyermekei, valamint Crispo Florencia (1422–1501), akinek a férje Marco Cornaro (1406–1479) velencei patrícius, Marco Cornaro velencei dózse dédunokája volt. Az ő lányuk volt I. (Cornaro) Katalin (Caterina) (1454–1510) ciprusi királynő (ur.: 1474–1489), aki II. (Fattyú) Jakab (1438–1473) ciprusi királyhoz ment férjhez, és egy fiuk született, III. (Lusignan) Jakab (1473–1474), aki az apja halála után a születésétől a haláláig Ciprus királya volt.
Továbbá Violante Crispo (1427–?) Caterino Zeno (1421/35/43–1490 körül) velencei patríciushoz ment feleségül, akit a Velencei Köztársaság Teodóra mostohaunokájához, Uzun Haszanhoz küldött követeként. Caterino Zeno Teodóra unokahúgát, fivérének, IV. Jánosnak a lányát, ifjabb Teodórát és gyermekeit is meglátogatta, és részletes beszámolót készített a trapezunti császári hercegnőről. Ifjabb Teodóra legidősebb lánya volt Márta, aki szintén ortodox keresztény vallású volt, ezt tükrözte a keresztény neve is, bár Halima néven számontartották, I. Iszmáíl perzsa sah anyja volt.
Az öccse, II. (Komnénosz) Dávid (1408 körül–1463), 1460-tól 1461-ig az utolsó trapezunti császár volt.
A XIV. század közepétől az Fehér Ürü törzsszövetség és a Trapezunti Császárság közötti élénk diplomáciai és katonai együttműködések és kapcsolatok már hagyományosnak voltak tekinthetőek, hiszen a szomszédság mellett az is döntő tényező volt ebben, hogy a Fehér Ürü törzsszövetség is a területileg ekkor már szétszabdalt és 1453-ban végleg megszűnt Bizánci Birodalmat bekebelező Oszmán Birodalom ellenfele volt, és ezt a két nép közötti barátságot sok esetben házasságokkal is megpecsételték.
Elsőként 1352-ben I. Baszileiosz trapezunti császár és Trapezunti Irén legidősebb lánya, Mária (1328 körül–1408 körül) az öccse, III. Alexiosz uralkodása és anyja régenssége alatt feleségül ment Fahreddin (Fakr ad-Dín) Kutlu (?–1389) béghez, aki 1363-tól lett a Fehér Ürü kánja. Ha született is gyermekük, valószínűleg csak lányuk volt, de egyes feltételezések szerint Mária lehetett az anyja Pir Ali Bajandurnak, akinek a lánya volt Uzun Haszan édesanyja, Sára hatun. Ha ez igaz, akkor Uzun Haszan Mária dédunokája volt, és ebben az esetben Teodóra apja, IV. János és Uzun Haszan harmaddfokú unokatestvérek lettek volna. Mária a férje halála (1389) után is meghatározó szerepez játszott az 1408-ban vagy akörül bekövetkezett haláláig a két ország kapcsolatában.
Ezután Mária (mostoha)fia, Kara Jülük Oszmán (1350/56–1435) Mária nagyunokaöccsének, az öccse, III. Alexiosz unokájának, IV. Alexiosz trapezunti császárnak egy leányát, Teodórát vette feleségül 1422 körül, és ha született is gyermekük, valószínűleg nekik is csak lányuk volt. Egy évvel később, 1423-ban született meg a mostohaunokája, Uzun Haszan.
Ennek a hagyománynak volt a folytatása, hogy 1458-ban idősebb Teodóra unokahúga, a szintén Teodóra feleségül ment a nagynénje férjének, Kara Jülük Oszmánnak az unokájához, Uzun Haszanhoz, a Fehér Ürü kánjához (emírje), aki 1472-ben Irán (Perzsia) királya lett.
Teodóra nem tért át az iszlám hitre, ortodox keresztény vallását megtarthatta.
A férjét valószínűleg túlélte, de a halálának pontos időpontja ismeretlen.